# Zoološki vrt Ljubljana
Zoološki vrt Ljubljana (Živalski vrt Ljubljana) je jedini ZOO u Sloveniji. Prostire se na 19,6 hektara ispod brda Rožnik u Ljubljani. U njemu živi 148 vrsta životinja, 691 primjerak. Ima 32 zaposlena.

## Povijest
Zoološki vrt Ljubljana je osnovan 1949. godine. Prvi kavezi su bili u centru grada, a 1951. je ZOO preseljen pod brdo Rožnik. 

## Vanjske poveznice
Službena stranica